# Batalla de Carpintería
La batalla de Carpintería va tenir lloc el 19 de setembre del 1836 entre l'exèrcit fidel al govern de Manuel Oribe i del Gral. Juan Antonio Lavalleja, i les forces revolucionàries del Gral. Fructuoso Rivera, aliat amb els unitaris exiliats a l'Uruguai sota el comandament del Gral. Juan Lavalle. El conflicte va tenir lloc sobre la costa del rierol Carpintería, al departament de Durazno. El combat va acabar amb el triomf d'Oribe i Lavalleja.
En aquesta batalla, les tropes d'Oribe es van diferenciar de les altres en fer servir cintes blanques, en les quals van inscriure el lema "Defensors de les Lleis". Les tropes de Rivera van usar com a distintiu una cinta feta amb el folro dels "ponchos", que era de color vermell. Abans d'això, els liberals uruguaians usaven divises celestes, però amb el temps van perdre el color, tornant-se gairebé blanques, per la qual cosa es va canviar el color a vermell. Allí van néixer les divises dels blancos i dels membres del Partit Colorado.